# (14950) 1996 BE2
1996 بي إي 2 (ويعرف أيضًا باسم (14950) 1996 بي إي 2 وفق تسمية الكوكب الصغير) (بالإنجليزية: 1996 BE2)‏ هو كويكب ضمن حزام الكويكبات؛ وترتيبه 14950 من حيث الاكتشاف.
اكتُشف هذا الجُرم الفلكي بواسطة هيروشي كانيدا في 18 يناير 1996.

## وصلات خارجية
- (14950) 1996 BE2 في قاعدة بيانات مختبر الدفع النفاث لأجرام النظام الشمسي الصغيرة

- الاكتشاف · مخطط المدار ·  العناصر المدارية · المعلمات المادية

- (14950) 1996 BE2 على موقع ويكي سكاي: DSS2, SDSS, GALEX, IRAS, Hydrogen α, X-Ray, Astrophoto, Sky Map, Articles and images